# Luiz Leonardo Cantidiano
Luiz Leonardo Cantidiano Varnieri Ribeiro foi um advogado  e jurista brasileiro, chegando a ocupar o cargo de presidente da Comissão de valores mobiliários.
Formado pela Universidade do Estado da Guanabara, atuou na área de Direito Societário e de Mercado de Capitais.
Entre outras funções atuou no "Conselho de Administração da Bolsa de Valores do Rio de Janeiro" e "Conselho de Administração do BNDES Participações S.A. (BNDESPAR)". Foi presidente do "Council of Securities Regulators of the Americas (COSRA)".

## Livros publicados
- Reforma da Lei das S. A. Comentada
- Direito Societário e Marcado de Capitais, 1996
- Estudos de Direito Societário, 1999

## Artigos Publicados
- Securitização: retrospectiva 2016 e perspectivas para o futuro[5]